# Oxytelus pristinus
Oxytelus pristinus är en skalbaggsart som beskrevs av Samuel Hubbard Scudder 1876. Oxytelus pristinus ingår i släktet Oxytelus och familjen kortvingar. Inga underarter finns listade i Catalogue of Life.